# P/2019 A7 (PANSTARRS)
P/2019 A7 (PANSTARRS) — короткоперіодична комета типу комети Енке. Відкрита 8 січня 2019 року; була 20.4m на час відкриття. Абсолютна величина комети разом з комою становить 15.4m.